# Izland az 1992. évi nyári olimpiai játékokon
Izland a spanyolországi Barcelonában megrendezett 1992. évi nyári olimpiai játékok egyik részt vevő nemzete volt. Az országot az olimpián 6 sportágban 27 sportoló képviselte, akik érmet nem szereztek.

## Atlétika
Férfi
| Versenyző             | Versenyszám   | Selejtező | Selejtező | Döntő    | Döntő    |
| Versenyző             | Versenyszám   | Eredmény  | Helyezés  | Eredmény | Helyezés |
| --------------------- | ------------- | --------- | --------- | -------- | -------- |
| Pétur Guðmundsson     | Súlylökés     | 19,15 m   | 14.       | kiesett  | kiesett  |
| Vésteinn Hafsteinsson | Diszkoszvetés | 60,20 m   | 12.       | 60,06 m  | 11.      |
| Sigurður Einarsson    | Gerelyhajítás | 79,50 m   | 11.       | 80,34 m  | 5.       |
| Einar Vilhjálmsson    | Gerelyhajítás | 78,70 m   | 14.       | kiesett  | kiesett  |

## Cselgáncs
Férfi
| Versenyző               | Versenyszám  | Selejtező                                 | 32-es főtábla                       | Nyolcaddöntő      | Negyeddöntő       | Elődöntő          | Vigaszág első kör | Vigaszág nyolcaddöntő | Vigaszág negyeddöntő | Vigaszág elődöntő | Bronz- mérkőzés   | Döntő             | Helyezés |
| Versenyző               | Versenyszám  | Ellenfél Eredmény                         | Ellenfél Eredmény                   | Ellenfél Eredmény | Ellenfél Eredmény | Ellenfél Eredmény | Ellenfél Eredmény | Ellenfél Eredmény     | Ellenfél Eredmény    | Ellenfél Eredmény | Ellenfél Eredmény | Ellenfél Eredmény | Helyezés |
| ----------------------- | ------------ | ----------------------------------------- | ----------------------------------- | ----------------- | ----------------- | ----------------- | ----------------- | --------------------- | -------------------- | ----------------- | ----------------- | ----------------- | -------- |
| Freyr Gauti Sigmundsson | Váltósúly    | Davaasambuugiin Dorjbat (MGL) · 0000-1000 | kiesett                             | kiesett           | kiesett           | kiesett           |                   |                       |                      |                   |                   |                   | 23.      |
| Bjarni Friðriksson      | Félnehézsúly | erőnyerő                                  | Stéphane Traineau (FRA) · 0000-1000 | kiesett           | kiesett           | kiesett           |                   |                       |                      |                   |                   |                   | 21.      |
| Sigurður Bergmann       | Nehézsúly    |                                           | Frank Moreno (CUB) · 0000-1100      | kiesett           | kiesett           | kiesett           |                   |                       |                      |                   |                   |                   | 21.      |

## Kézilabda

### Férfi
| Izlandi férfi kézilabdacsapat-játékoskeret | Izlandi férfi kézilabdacsapat-játékoskeret                                                                                            |
| --- | --- |
| - Gunnar Andrésson - Bergsveinn Bergsveinsson - Sigurður Bjarnason - Héðinn Gilsson - Gunnar Gunnarsson - Valdimar Grímsson - Guðmundur Hrafnkelsson | - Patrekur Jóhannesson - Júlíus Jónasson - Konráð Ólavsson - Birgir Sigurðsson - Einar Sigurðsson - Jakob Sigurðsson - Geir Sveinsson |

#### Eredmények
Csoportkör
A csoport
| Csapat              | M | Gy | D | V | G+  | G–  | Gk  | P  |
| ------------------- | - | -- | - | - | --- | --- | --- | -- |
| Svédország (SWE)    | 5 | 5  | 0 | 0 | 118 | 86  | +32 | 10 |
| Izland (ISL)        | 5 | 3  | 1 | 1 | 101 | 99  | +2  | 7  |
| Dél-Korea (KOR)     | 5 | 3  | 0 | 2 | 114 | 115 | –1  | 6  |
| Magyarország (HUN)  | 5 | 2  | 0 | 3 | 102 | 108 | –6  | 4  |
| Csehszlovákia (TCH) | 5 | 1  | 1 | 3 | 94  | 92  | +2  | 3  |
| Brazília (BRA)      | 5 | 0  | 0 | 5 | 96  | 125 | –29 | 0  |

| 1992. július 27. 14:30 | Izland (ISL) | 19–18   | Brazília (BRA) | Játékvezetők: Gallego, Lamas (ESP) |
| 1992. július 27. 14:30 | Jónasson 6   | (10–10) | Nascimento 5   | Játékvezetők: Gallego, Lamas (ESP) |
| 1992. július 27. 14:30 |              |         |                | Játékvezetők: Gallego, Lamas (ESP) |

| 1992. július 29. 20:30 | Csehszlovákia (TCH) | 16–16 | Izland (ISL) | Játékvezetők: Guterman (LTU), Taranoukhine (RUS) |
| 1992. július 29. 20:30 | Bergendi 4          | (9–9) | Grímsson 4   | Játékvezetők: Guterman (LTU), Taranoukhine (RUS) |
| 1992. július 29. 20:30 |                     |       |              | Játékvezetők: Guterman (LTU), Taranoukhine (RUS) |

| 1992. július 31. 14:30 | Izland (ISL) | 22–16 | Magyarország (HUN) | Játékvezetők: Lelong, Tancrez (FRA) |
| 1992. július 31. 14:30 | Grímsson 6   | (8–3) | Marosi 4           | Játékvezetők: Lelong, Tancrez (FRA) |
| 1992. július 31. 14:30 |              |       |                    | Játékvezetők: Lelong, Tancrez (FRA) |

| 1992. augusztus 2. 10:00 | Izland (ISL) | 26–24   | Dél-Korea (KOR)            | Játékvezetők: Rudin, Schill (SUI) |
| 1992. augusztus 2. 10:00 | Grímsson 8   | (11–14) | Cso Cshihjo (Jo Chi-Hyo) 9 | Játékvezetők: Rudin, Schill (SUI) |
| 1992. augusztus 2. 10:00 |              |         |                            | Játékvezetők: Rudin, Schill (SUI) |

| 1992. augusztus 4. 20:30 | Svédország (SWE) | 25–18  | Izland (ISL) | Játékvezetők: Christensen, Jorgensen (DEN) |
| 1992. augusztus 4. 20:30 | Carlén 8         | (12–7) | Sveinsson 5  | Játékvezetők: Christensen, Jorgensen (DEN) |
| 1992. augusztus 4. 20:30 |                  |        |              | Játékvezetők: Christensen, Jorgensen (DEN) |

Elődöntő
| 1992. augusztus 6. 21:00 | Izland (ISL) | 19–23  | Egyesített Csapat (EUN) | Játékvezetők: H. E. Thomas, J. K. Thomas (GER) |
| 1992. augusztus 6. 21:00 | Grímsson 6   | (9–11) | Jakimovics 7            | Játékvezetők: H. E. Thomas, J. K. Thomas (GER) |
| 1992. augusztus 6. 21:00 |              |        |                         | Játékvezetők: H. E. Thomas, J. K. Thomas (GER) |

Bronzmérkőzés
| 1992. augusztus 8. 15:00 | Izland (ISL) | 20–24  | Franciaország (FRA) | Játékvezetők: Guterman (LTU), Taranoukhine (RUS) |
| 1992. augusztus 8. 15:00 | Grímsson 5   | (9–12) | Munier 6            | Játékvezetők: Guterman (LTU), Taranoukhine (RUS) |
| 1992. augusztus 8. 15:00 |              |        |                     | Játékvezetők: Guterman (LTU), Taranoukhine (RUS) |

| Csapat       | Helyezés |
| ------------ | -------- |
| Izland (ISL) | 4.       |

## Sportlövészet
Férfi
| Versenyző      | Versenyszám       | Selejtező | Selejtező | Döntő   | Döntő    |
| Versenyző      | Versenyszám       | Pont      | Helyezés  | Pont    | Helyezés |
| -------------- | ----------------- | --------- | --------- | ------- | -------- |
| Carl Eiríksson | Sportpuska, fekvő | 583       | 50.*      | kiesett | kiesett  |

* - egy másik versenyzővel azonos eredményt ért el

## Tollaslabda
| Versenyző                                | Versenyszám | Selejtező                             | 32-es főtábla                                                                                      | Nyolcaddöntő      | Negyeddöntő       | Elődöntő          | Döntő             | Helyezés |
| Versenyző                                | Versenyszám | Ellenfél Eredmény                     | Ellenfél Eredmény                                                                                  | Ellenfél Eredmény | Ellenfél Eredmény | Ellenfél Eredmény | Ellenfél Eredmény | Helyezés |
| ---------------------------------------- | ----------- | ------------------------------------- | -------------------------------------------------------------------------------------------------- | ----------------- | ----------------- | ----------------- | ----------------- | -------- |
| Árni Þór Hallgrímson                     | Férfi egyes | Anton Kriel (RSA) · 15-8, 15-7        | Kim Hakkjun (KOR) · 7-15, 14-18                                                                    | kiesett           | kiesett           | kiesett           | kiesett           | 17.      |
| Broddi Kristjánsson                      | Férfi egyes | Chiangta Teeranun (THA) · 2-15, 12-15 | kiesett                                                                                            | kiesett           | kiesett           | kiesett           | kiesett           | 33.      |
| Elsa Nielsen                             | Női egyes   | Madhumita Bist (IND) · 4-11, 2-11     | kiesett                                                                                            | kiesett           | kiesett           | kiesett           | kiesett           | 33.      |
| Árni Þór Hallgrímson Broddi Kristjánsson | Férfi páros |                                       | Hongkong (HKG) · Chan Szíu-kvóng (Chan Siu Kwong) · Cung Hój-juk (Ng Pak Kum) · 15-12, 6-15, 12-15 | kiesett           | kiesett           | kiesett           | kiesett           | 17.      |

## Úszás
Női
| Versenyző                | Versenyszám | Előfutam | Előfutam | Előfutam | Döntő   | Döntő   | Döntő   | Helyezés |
| Versenyző                | Versenyszám | Idő      | Hely.    | Össz.    | Típus   | Idő     | Hely.   | Helyezés |
| ------------------------ | ----------- | -------- | -------- | -------- | ------- | ------- | ------- | -------- |
| Helga Sigurðardóttir     | 50 m gyors  | 27,94    | 7.       | 42.      | kiesett | kiesett | kiesett | kiesett  |
| Helga Sigurðardóttir     | 100 m gyors | 1:00,29  | 6.       | 40.      | kiesett | kiesett | kiesett | kiesett  |
| Ragnheiður Runólfsdóttir | 100 m mell  | 1:12,14  | 7.       | 19.      | kiesett | kiesett | kiesett | kiesett  |
| Ragnheiður Runólfsdóttir | 200 m mell  | 2:37,42  | 3.       | 27.      | kiesett | kiesett | kiesett | kiesett  |